# Gneisenau (Schiff, 1908)
Die Gneisenau war ein Großer Kreuzer der Kaiserlichen Marine und kam im Ersten Weltkrieg zum Einsatz. Die Namensgebung erfolgte nach dem preußischen Generalfeldmarschall August Neidhardt von Gneisenau, der als Chef des Stabes von Blücher wesentlichen Anteil am Sieg bei Waterloo über Napoleon Bonaparte im Jahre 1815 hatte.

## Geschichte
Die Gneisenau wurde als erstes Schiff einer neuen Klasse von Großen Kreuzern im Dezember des Jahres 1904 bei der Werft AG Weser in Bremen auf Kiel gelegt. Sie war wie ihr Schwesterschiff Scharnhorst für den Einsatz in den Gewässern der deutschen Kolonien in Übersee konzipiert. Ihr Stapellauf war am 14. Juni 1906 und ihre Indienststellung fand am 6. März 1908 statt. Sie fungierte erst als moderner Begleitkreuzer der Kaiseryacht Hohenzollern in finnischen Gewässern. Ihr damaliger Kommandant Franz Hipper war später Befehlshaber der I. Aufklärungsgruppe der Hochseeflotte in der Skagerrakschlacht. Danach wurde die Gneisenau nach Ostasien entsandt, wo sich bereits ihr Schwesterschiff, die Scharnhorst, befand. Über ihr Auslaufen nach Ostasien existiert noch heute ein Schwarzweißfilm. Wie die Scharnhorst war die Gneisenau im „Auslandsanstrich 98“ mit weißem Rumpf und ockergelben Aufbauten, Masten und Schornsteinen fertiggestellt worden. Diese Farbgebung wurde insbesondere auch für Kaiser-Begleitschiffe in europäischen Gewässern verwendet, weshalb die Gneisenau sie erhielt. Entsprechend der Abschaffung dieser Farben im Jahr 1910 wurde der Kreuzer jedoch schon im üblichen Anstrich mit mittelgrauem Rumpf und hellgrauen Aufbauten, Masten und Schornsteinen nach Ostasien verlegt.

### Kreuzergeschwader in Ostasien

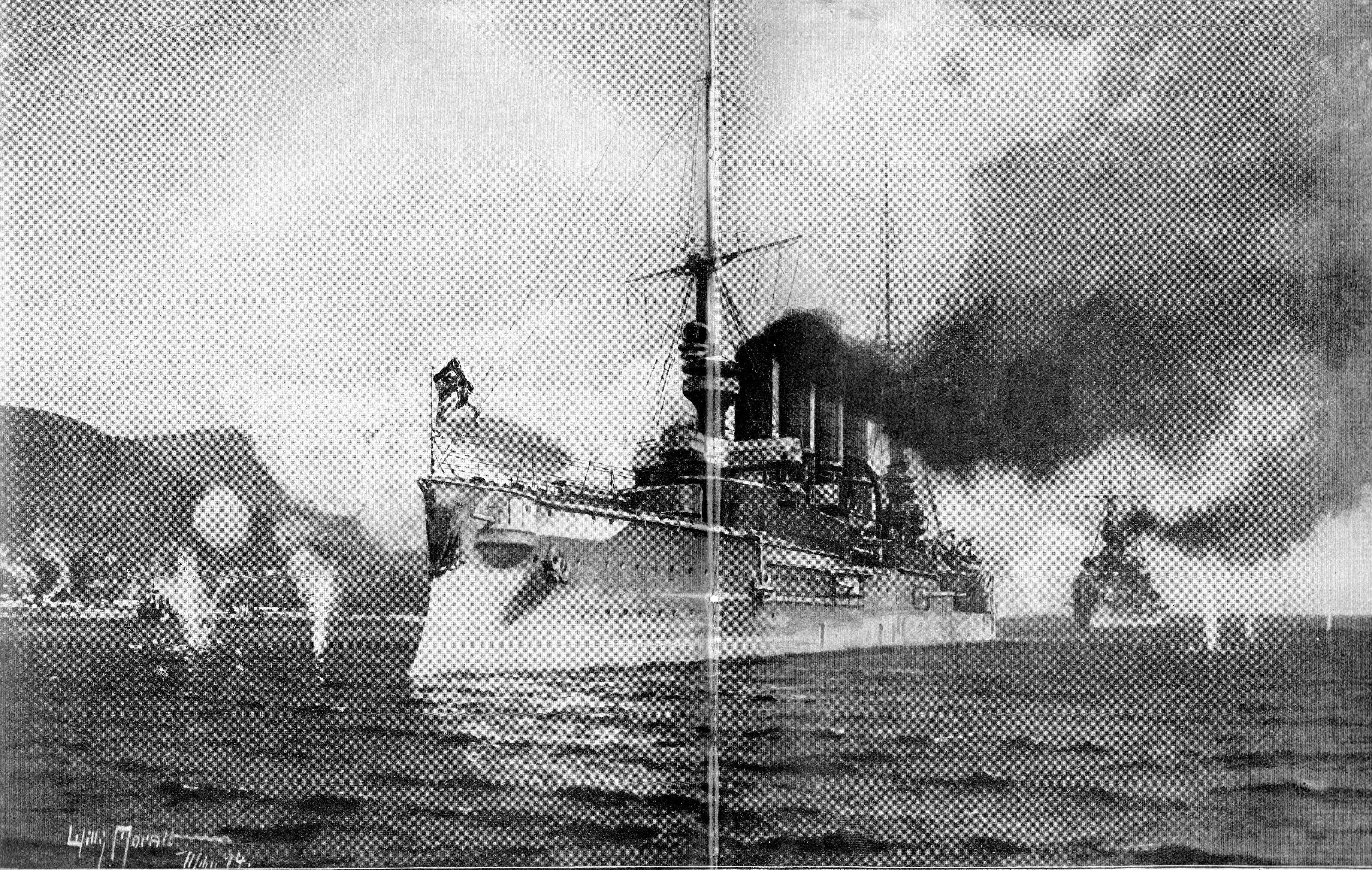
Die Kreuzer GNEISENAU und SCHARNHORST beschießen Papeete, die Hauptstadt von Tahiti

Die Gneisenau gehörte ebenso wie die Scharnhorst ab 1909 zum deutschen Kreuzergeschwader mit Stützpunkt in Tsingtau. Bei Beginn des Ersten Weltkriegs befanden sich beide Schiffe bei Ponape auf einer Inspektionsfahrt im Pazifik. Allerdings war die Rückkehr zum Stützpunkt Tsingtau aufgrund des zu erwartenden japanischen Kriegseintritts auf Seiten der Entente unmöglich geworden. Vizeadmiral Maximilian von Spee, Befehlshaber des Kreuzergeschwaders in Ostasien, sammelte daraufhin seine Schiffe zunächst bei der Insel Pagan der damals deutschen Marianen. Bei einer Kommandantensitzung beschloss Graf Spee, den Kleinen Kreuzer Emden zum selbständigen Kreuzerkrieg in den Indischen Ozean zu entlassen. Das Geschwader dagegen sollte versuchen, über den Pazifik und um Kap Hoorn an der Südspitze Südamerikas herum in die Heimat zu gelangen. Dabei sollte der Gegner möglichst stark geschädigt werden. Über die Marshallinseln, Samoa, Tahiti und die Osterinsel, wo einige Kohleübernahmen erfolgten, erreichte das Geschwader die Westküste Südamerikas. Inzwischen waren auch die Kleinen Kreuzer Dresden und Leipzig dazugekommen. Der Panamakanal, der damals gerade eröffnet worden war, musste von den Gegnern als Durchfahrtsmöglichkeit (drei Kriegsschiffe waren gestattet) mit in Betracht gezogen werden.

### Seegefecht bei Coronel
Am 1. November 1914 kam es bei Coronel zum Gefecht mit dem britischen Geschwader des Vizeadmiral Christopher Cradock. Dieses Seegefecht entschieden die Deutschen in kurzer Zeit zu ihren Gunsten, obgleich sehr starker Seegang und starker Wind das Artilleriefeuer sehr erschwerten. Dabei wurden die britischen Panzerkreuzer Good Hope und Monmouth versenkt, wobei die Gneisenau erst hauptsächlich auf die Monmouth, zwischendurch aber auch auf die Good Hope schoss, als letztere beim verzweifelten Versuch, in Torpedoreichweite zu gelangen, auf die deutsche Linie zufuhr. Die Monmouth wurde vom Feuer der Gneisenau so schwer beschädigt, dass es dem weit unterlegenen Kreuzer Nürnberg ein Leichtes war, in der Dunkelheit die Monmouth zu versenken. Dem Leichten Kreuzer Glasgow gelang, leicht beschädigt, die Flucht. Der Hilfskreuzer Otranto war schon vorher abgelaufen. Die Deutschen verließen das Gefecht zwar unbeschädigt, hatten jedoch teilweise die Hälfte ihrer Munition verschossen. Dies führte zu sehr entschlossenen Gegenmaßnahmen der Royal Navy, die letztlich das Ende des Kreuzergeschwaders einleiten sollten.
Nachdem man am 4. November in Valparaíso die Vorräte ergänzt hatte, setzte das Geschwader seine Fahrt südwärts fort. Anfang Dezember erreichte es Kap Hoorn.

### Seegefecht bei den Falklandinseln
Nach einer letzten Kohlenübernahme wollte der Admiral am Morgen des 8. Dezember 1914 die Funkanlagen der Falklandinseln zerstören und sich der dortigen Kohlenvorräte bemächtigen. Außerdem war geplant, den britischen Gouverneur gefangen zu nehmen.
Die britische Admiralität – Lord John Arbuthnot Fisher hatte soeben das Amt des Ersten Seelords unter Winston Churchill als Erstem Lord der Admiralität übernommen – hatte jedoch mittlerweile auf die Niederlage von Coronel reagiert und zwei Schlachtkreuzer in den Südatlantik geschickt. Die britische Kampfgruppe unter Führung von Admiral Frederik Doveton Sturdee war mit ihren Schlachtkreuzern Invincible und Inflexible, den drei Panzerkreuzern Kent, Carnarvon und Cornwall sowie den Leichten Kreuzern Bristol und Glasgow den deutschen Schiffen an Geschwindigkeit und Bewaffnung weit überlegen. Dieser Verband sollte eigentlich an der Ostküste Südamerikas kreuzen, um einen Durchbruchsversuch des Ostasiengeschwaders zu vereiteln, lag aber zufällig im Hafen Port William der Falklandinseln, als der Angriffsversuch erfolgte. Dabei spielte die Gneisenau eine besondere Rolle, als sie zusammen mit dem Kleinen Kreuzer Nürnberg zur Erkundung vorgeschickt wurde. Die britischen Schiffe, die sich in einer ungünstigen Lage befanden, da sie zur Kohlenübernahme festgemacht in den engen Hafengewässern lagen, konnten dennoch schnell genug den Hafen verlassen, um den deutschen Schiffen noch nachzusetzen, da das Kreuzergeschwader – kräftemäßig zersplittert – diese ungünstige Lage nicht ausnutzen konnte. Zur reinen Erkundung wäre der Ansatz nur eines Kleinen Kreuzers, etwa der schnellen, weil turbinengetriebenen Dresden, sinnvoller gewesen. In einer vorausgegangenen Besprechung unter Leitung von Graf Spee war es vor allem der Kommandant der Gneisenau, Kapitän zur See Maerker, welcher hinsichtlich der Falklandinseln Bedenken geäußert hatte. Graf Spee schickte noch, als die Schlacht bereits in vollem Gange war, ein Signal an die Gneisenau: „Admiral an Kommandant: Sie haben doch recht gehabt!“.

### Versenkung

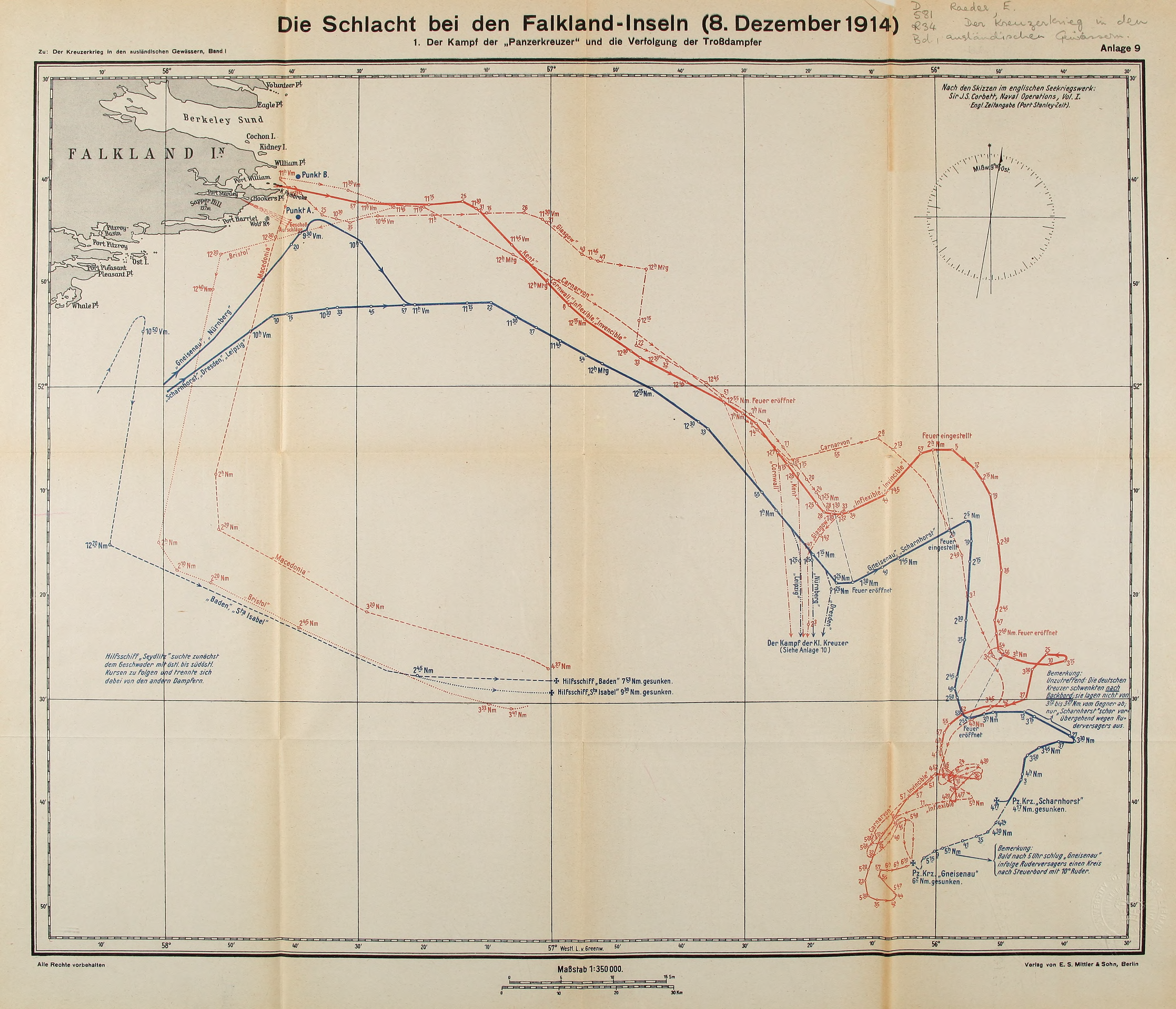
Der letzte Kurs der Gneisenau

Zunächst versuchte Graf Spee, mit seinem Geschwader nach Osten zu entkommen. Die See war ruhig und das Wetter klarsichtig. Gegen Mittag hatten die Briten aufgeholt. Die drei Kleinen Kreuzer wurden von Graf Spee mit dem Signal „Entlassen – versuchen zu entkommen!“ freigestellt und drehten nach Süden ab, wurden aber sogleich von den britischen Panzerkreuzern verfolgt, während Scharnhorst und Gneisenau, von Invincible, Inflexible und Carnarvon angegriffen, die Kleinen Kreuzer zu entlasten versuchten. Auffallend war, dass die britischen Schiffe, obwohl weit überlegen, sich keinerlei Risiken aussetzten und das Gefecht nur auf große Entfernung mit entsprechend hohem Munitionsverbrauch führten, so dass die deutschen Panzerkreuzer zeitweise nur mit den beiden schweren Türmen antworten konnten. Die Scharnhorst ging 16.17 Uhr mit Admiral Graf Spee und ihrer gesamten Besatzung von 860 Mann unter. Die Gneisenau wurde um 18.02 Uhr nach stundenlangem Beschuss durch Invincible, Inflexible und Carnarvon, durch die eigene Besatzung bei 52° 46′ S, 56° 3′ W selbst versenkt, nachdem sämtliche Munition verschossen war. Sie rollte erst über und sank dann übers Heck. Nur 187 Besatzungsmitglieder, darunter als Ranghöchster der Erste Offizier Hans Pochhammer, überlebten den Untergang. Unter den Todesopfern befand sich auch ein Sohn des Grafen von Spee. Das offizielle britische Seekriegswerk (Corbett) vermerkt hierzu, an Haltung seien die Besatzungen der deutschen Schiffe selten übertroffen worden. Und Admiral Sir Sturdee schrieb an Pochhammer: „... wir alle empfinden, dass die 'Gneisenau' bis zum Ende sehr tapfer gefochten hat. Wir bewundern die guten artilleristischen Leistungen beider Schiffe sehr und bedauern ... den Tod Ihres Admirals und so vieler Offiziere und Männer ...“.
Von den Kleinen Kreuzern entkam nur die schnelle Dresden in die chilenische Inselwelt. Nach vier Monaten wurde sie vor der Robinson-Insel von der Besatzung versenkt.

## Kommandanten
| 6. März bis 30. September 1908         | Kapitän zur See Franz Hipper               |
| 1. Oktober 1908 bis 14. September 1910 | Kapitän zur See Konrad Trummler            |
| 15. September 1910 bis 3. Juni 1912    | Kapitän zur See Ludolf von Uslar           |
| Juni 1912 bis Juni 1914                | Kapitän zur See Franz Brüninghaus          |
| Juni bis Dezember 1914                 | Kapitän zur See Gustav Otto Julius Maerker |